# Wahl zur Verfassunggebenden Versammlung Äthiopiens 1994
Die Wahlen zur Verfassunggebenden Versammlung Äthiopiens von 1994 waren die einzigen Wahlen in der Geschichte Äthiopiens, in der Vertreter gewählt wurden, um eine nationale Verfassung, die spätere Verfassung der Demokratischen Bundesrepublik Äthiopien, auszuarbeiten.
Die Wahlen fanden am 5. Juni 1994, also in der Übergangsperiode statt, und waren somit die ersten Wahlen seit der Abschaffung der Demokratischen Volksrepublik Äthiopien. Es wurde nach der Annahme der Verfassung Ende des Jahres 1994 kein Referendum wie 1987 abgehalten.

## Ergebnisse
Die Verfassunggebende Versammlung setzte sich aus 547 gewählten Deputiertenzusammen. Die Wahl wurde von der Revolutionären Demokratischen Front der Äthiopischen Völker gewonnen, welche 484 Sitze erringen konnte. Diese Parteienkoalition hatte das kommunistische Regime unter Mengistu Haile Mariam im Mai 1991 gestürzt. Indessen haben jedoch zahlreiche Oppositionsparteien die Stimmabgaben boykottiert, andere politische Parteien erhielten lediglich 63 Sitze. Die Koalition wurde vom Präsidenten und späteren Premierminister Meles Zenawi geführt.
| Allianz                | Partei                                                                   | Stimmen    | Anteil | Sitze |
| ---------------------- | ------------------------------------------------------------------------ | ---------- | ------ | ----- |
| EPRDF und Verbündete   | Demokratische Organisation des Oromovolkes                               |            |        | 179   |
| EPRDF und Verbündete   | Amharische Nationaldemokratische Bewegung                                |            |        | 134   |
| EPRDF und Verbündete   | Tigrayische Volksbefreiungsfront                                         |            |        | 37    |
| EPRDF und Verbündete   | Sidama-Volksorganisation                                                 |            |        | 19    |
| EPRDF und Verbündete   | Wolayta Volksdemokratische Organisation                                  |            |        | 13    |
| EPRDF und Verbündete   | Gamo und Gofa Volksdemokratische Organisation                            |            |        | 13    |
| EPRDF und Verbündete   | Revolutionäre Demokratische Front der Äthiopischen Völker                |            |        | 13    |
| EPRDF und Verbündete   | Gurage Volksrevolutionäre Demokratische Bewegung                         |            |        | 12    |
| EPRDF und Verbündete   | Hadiya Volksdemokratische Organisation                                   |            |        | 8     |
| EPRDF und Verbündete   | Keficho Volksdemokratische Organisation                                  |            |        | 6     |
| EPRDF und Verbündete   | Gideo Volksrevolutionäre Demokratische Organisation                      |            |        | 6     |
| EPRDF und Verbündete   | Kembata Volksdemokratische Organisation                                  |            |        | 5     |
| EPRDF und Verbündete   | Dawro Volksdemokratische Organisation                                    |            |        | 4     |
| EPRDF und Verbündete   | Afar Volksdemokratische Organisation                                     |            |        | 2     |
| EPRDF und Verbündete   | Gambela-Volksbefreiungspartei                                            |            |        | 2     |
| EPRDF und Verbündete   | Alaba Volksdemokratische Organisation                                    |            |        | 2     |
| EPRDF und Verbündete   | Bench Volksrevolutionäre Demokratische Organisation                      |            |        | 2     |
| EPRDF und Verbündete   | Schekecho Volksdemokratische Bewegung                                    |            |        | 2     |
| EPRDF und Verbündete   | Tembaro Volksdemokratische Organisation                                  |            |        | 1     |
| EPRDF und Verbündete   | Yem Volksdemokratische Front                                             |            |        | 1     |
| EPRDF und Verbündete   | Konso Volksrevolutionäre Demokratische Organisation                      |            |        | 1     |
| EPRDF und Verbündete   | Kore Volksrevolutionäre Demokratische Organisation                       |            |        | 1     |
| Andere Parteien        | Unabhängige                                                              |            |        | 34    |
| Andere Parteien        | Äthiopische Somalische Demokratische Liga                                |            |        | 13    |
| Andere Parteien        | Süd-Omo Volksrevolutionäre Demokratische Organisation                    |            |        | 7     |
| Andere Parteien        | Afar-Befreiungsfront                                                     |            |        | 6     |
| Andere Parteien        | Benishangul-Volksbefreiungsbewegung                                      |            |        | 5     |
| Andere Parteien        | Silte, Azernet Berbere, Alico Worero, Meskan Melga, Woloene Gedebano PDM |            |        | 3     |
| Andere Parteien        | Gumuz-Volksbefreiungsbewegung                                            |            |        | 2     |
| Andere Parteien        | Mein Volksrevolutionäre Demokratische Organisation                       |            |        | 2     |
| Andere Parteien        | Westsomalische Demokratische Liga                                        |            |        | 2     |
| Andere Parteien        | Einheitsorganisation der Argoba-Nation                                   |            |        | 1     |
| Andere Parteien        | Nationalliga der Harari                                                  |            |        | 1     |
| Andere Parteien        | Kebena Nationality Democratic Organization                               |            |        | 1     |
| Andere Parteien        | Mareko Volksdemokratische Organisation                                   |            |        | 1     |
| Andere Parteien        | Burji Volksdemokratische Organisation                                    |            |        | 1     |
| Andere Parteien        | Dizi Volksrevolutionäre Demokratische Organisation                       |            |        | 1     |
| Andere Parteien        | Gamo Demokratische Einheit                                               |            |        | 1     |
| Ungültige/Leere Zettel | Ungültige/Leere Zettel                                                   | 329.179    | -      | -     |
| Gesamt                 | Gesamt                                                                   | 14.698.103 | 100 %  | 544   |
| Quelle:                |                                                                          |            |        |       |